# Severin (Familie)

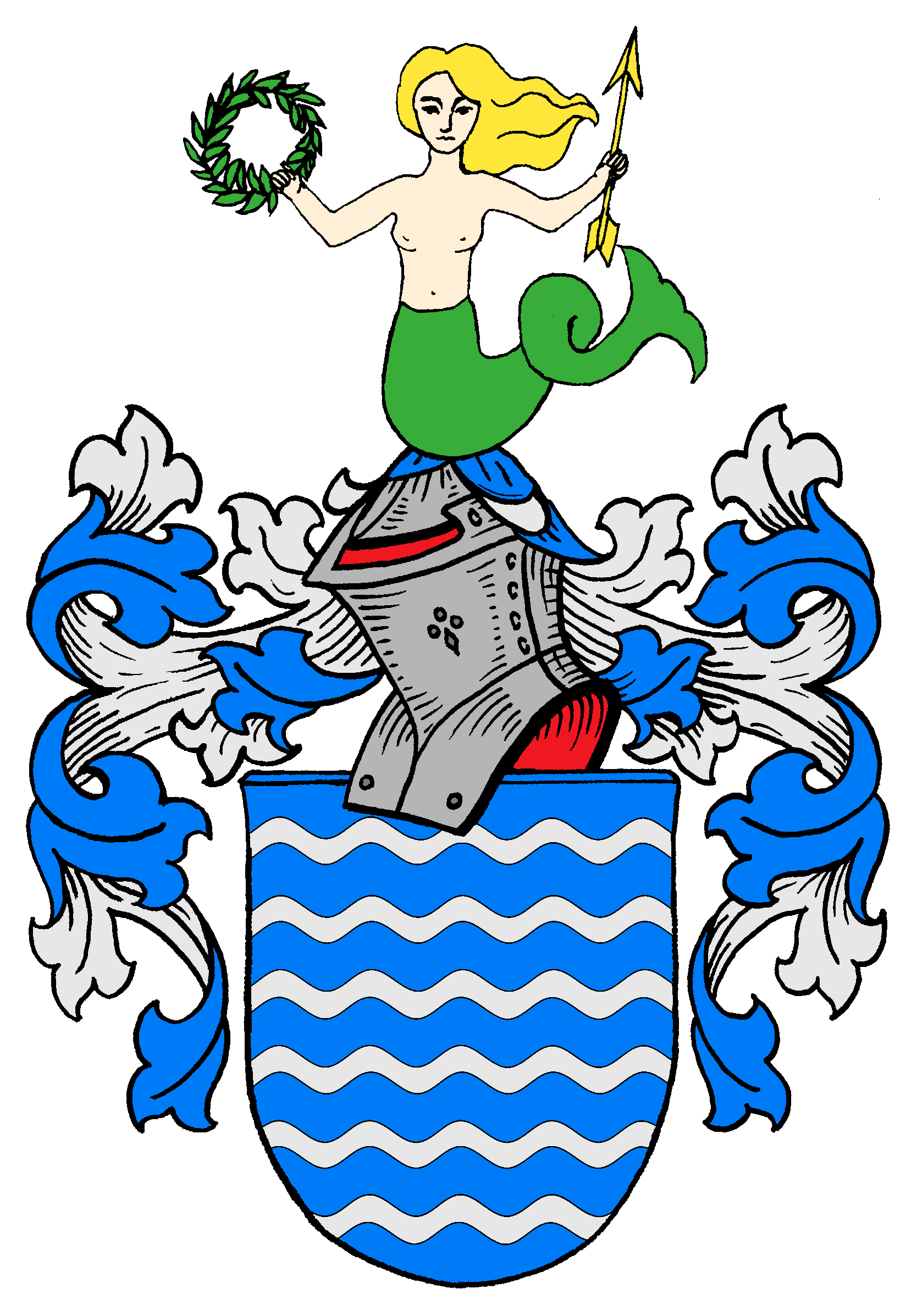
Wappen

Severin ist der Name einer Familie, welche mehrere Beamte, Baumeister, Parlamentarier, Ärzte, Kaufleute, Ingenieure, Erfinder und Hochschullehrer hervorbrachte. Einzelne Glieder stiegen in den russischen Adel auf.
Das Geschlecht ist von zahlreichen gleichnamigen Familien als nicht stammverwandt zu unterscheiden. Wegen überschneidender Ausbreitung sind zur Abgrenzung insbesondere eine Wismarer-Lübecksche Patrizierfamilie Severin, eine Pyritzer Müllerfamilie Severin und eine St. Petersburger Bankiersfamilie Severin zu nennen.

## Geschichte
Die Familie Severin lässt sich gesichert bis in das 16. Jahrhundert nach Bochum zurückverfolgen. Die Stammlinie beginnt mit Johannes Severin, 1601 Rentmeister und Ratsherr in Bochum. Auch Margarete Severin, vermählt mit dem Bochumer Anwalt und Bürgermeister (1598 u. 1618) Matthäus Ostermann, gehörte dieser Familie an. Diese Eheleute sind die Urgroßeltern des russischen Kanzlers Heinrich Johann Friedrich Ostermann (1687–1747). Auch in Hattingen und Essen etablierten sich frühe Angehörige in der Bürgerschaft. Mit Dietrich Heinrich Severin (1681–1754) gelangte die Familie nach Waldeck. Hier konnte die Familie das ehemals Gaugrebensche Freigut in Mengeringhausen einschließlich der damit verbundenen Landstandsbefähigung an sich bringen und war auch mit zwei Höfen in Eppe belehnt. Nachfahren bekleideten teils verantwortungsvolle und einflussreiche Stellungen etwa in Mecklenburg und Pyrmont. Lübeck wurde der Ausgangspunkt der russischen Linie. In Bad Doberan, Schwerin, Bad Pyrmont und Bad Wildungen sind Straßen nach Angehörigen benannt. Die Familie besteht gegenwärtig fort.

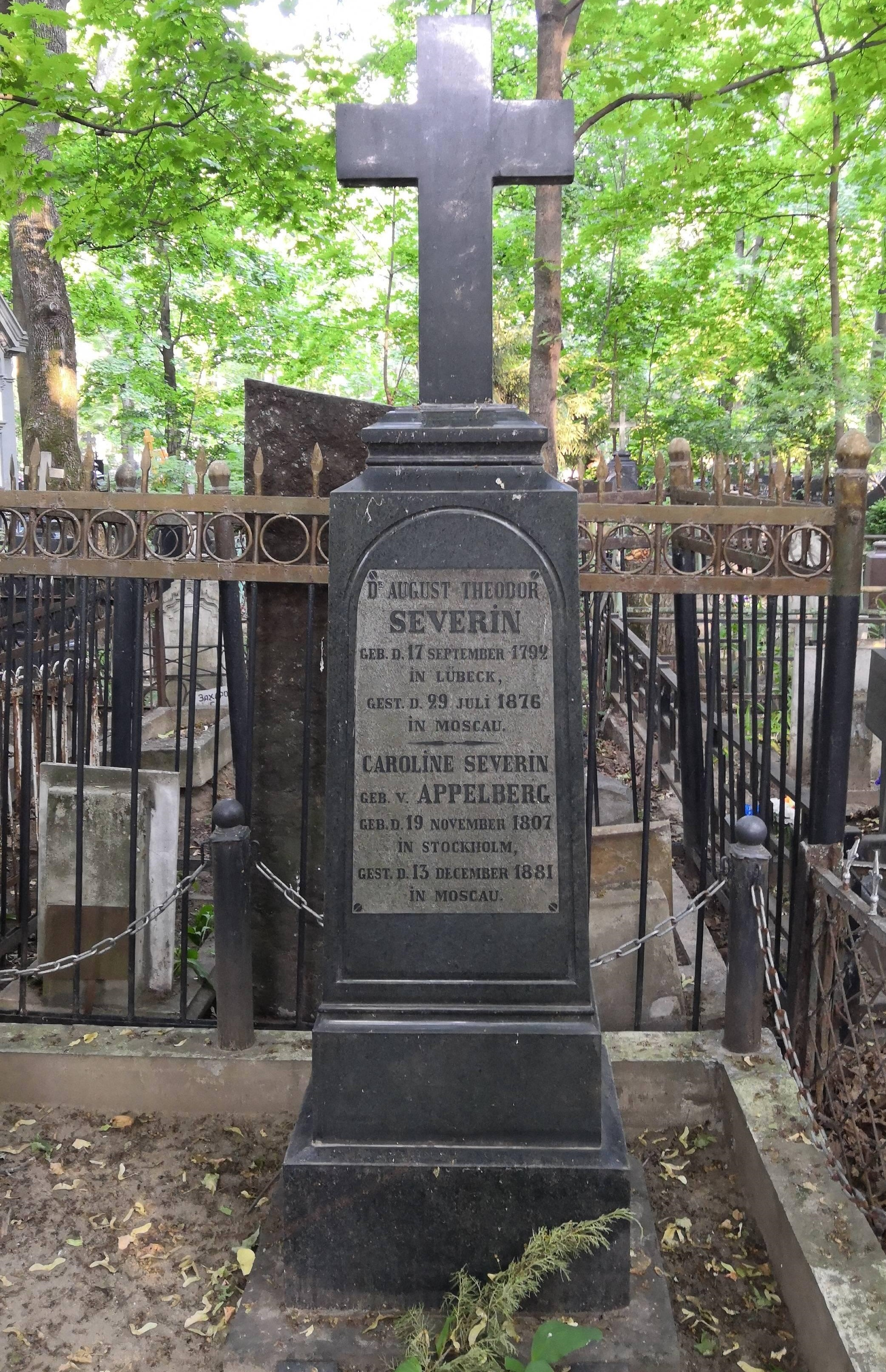
Grabstein August Severin (1792–1876) und Karoline Severin, geb. (von) Appelberg (1807–1881), auf dem Moskauer Wwedenskoje-Friedhof
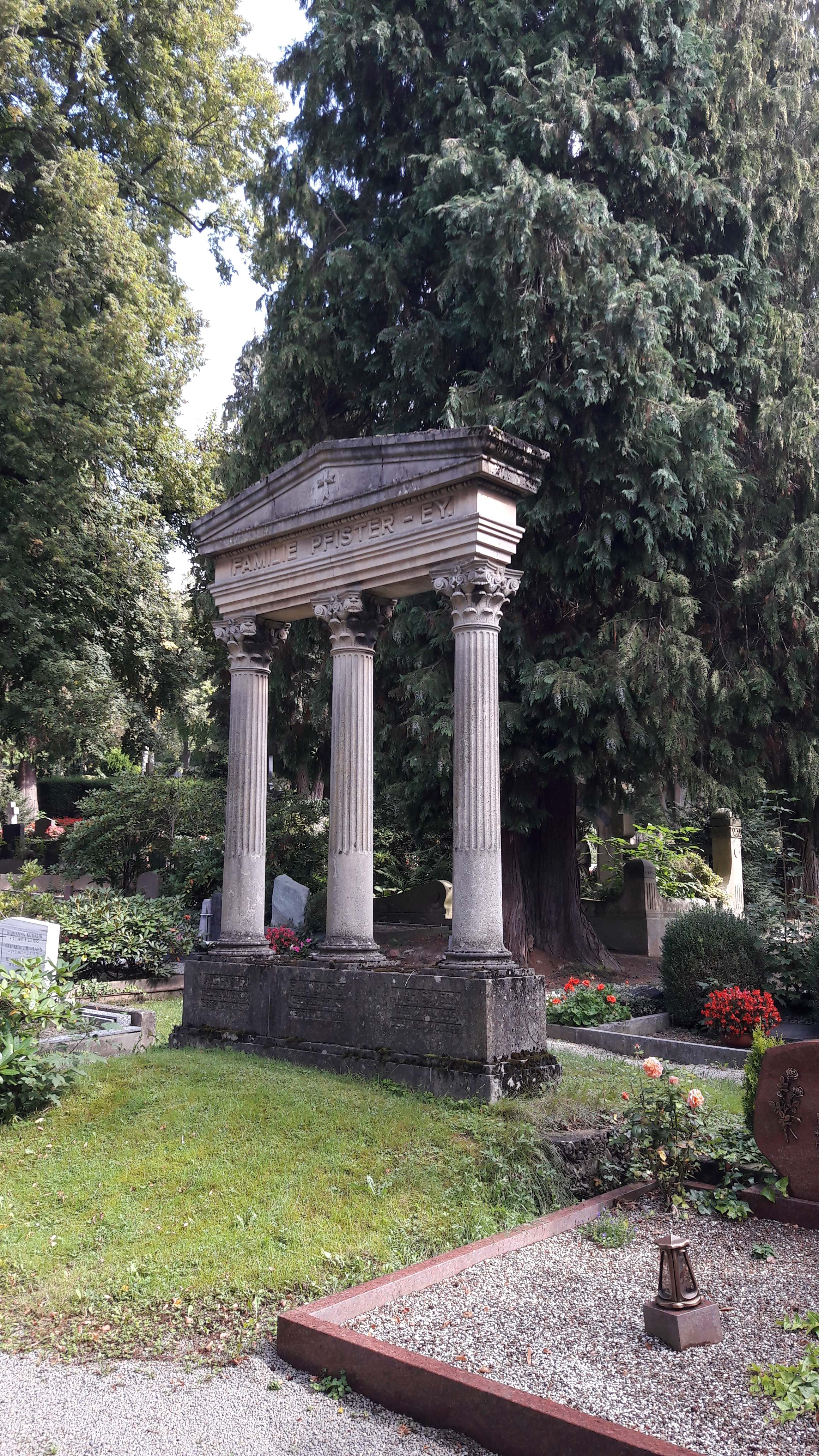
Familiengrab Pfister-Ey auf den Oesdorfer Friedhof. Rechts die Inschrift für Wilhelm Severin (1846–1892)
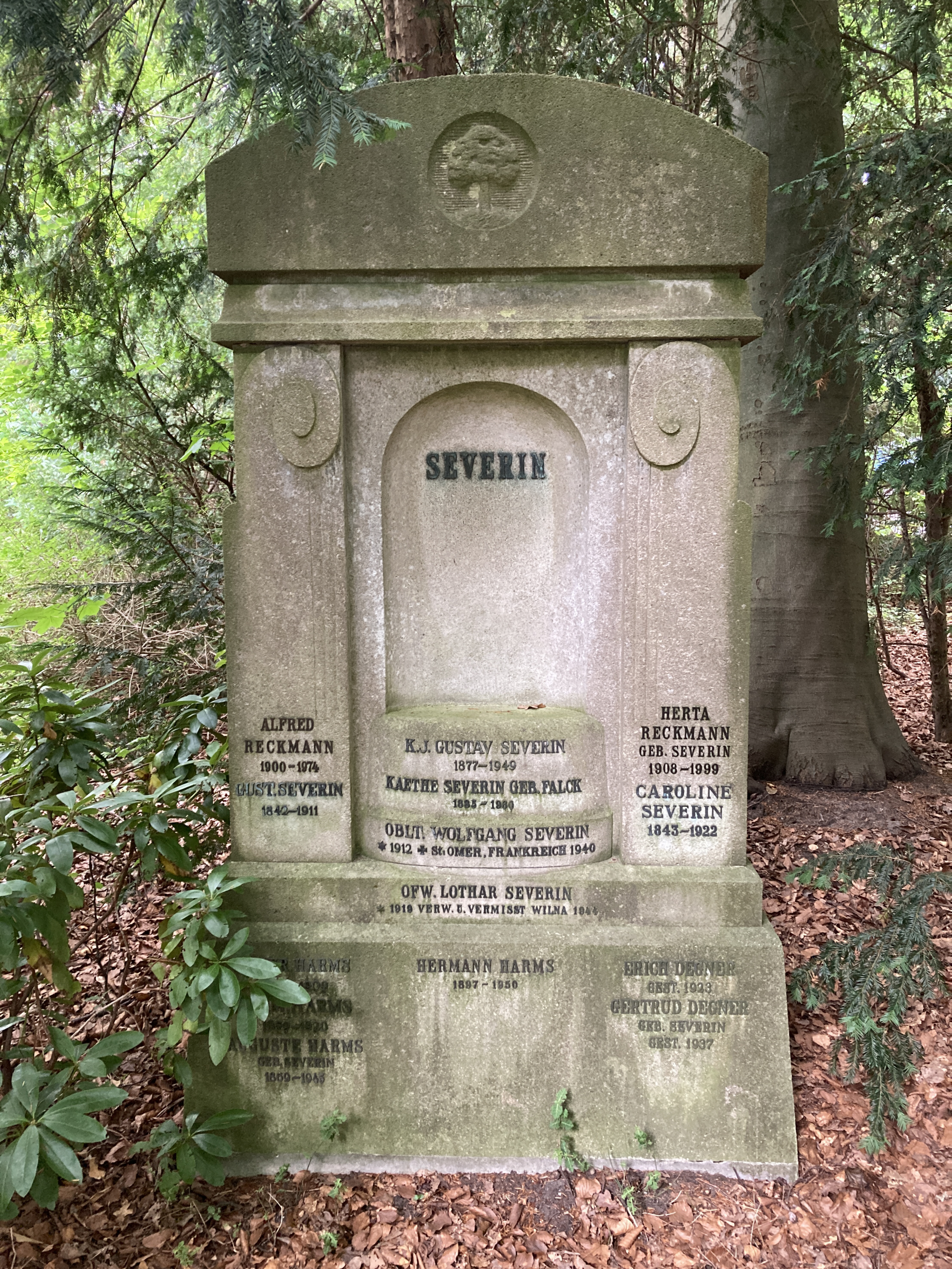
Familienbegräbnis Severin auf dem Burgtorfriedhof in Lübeck
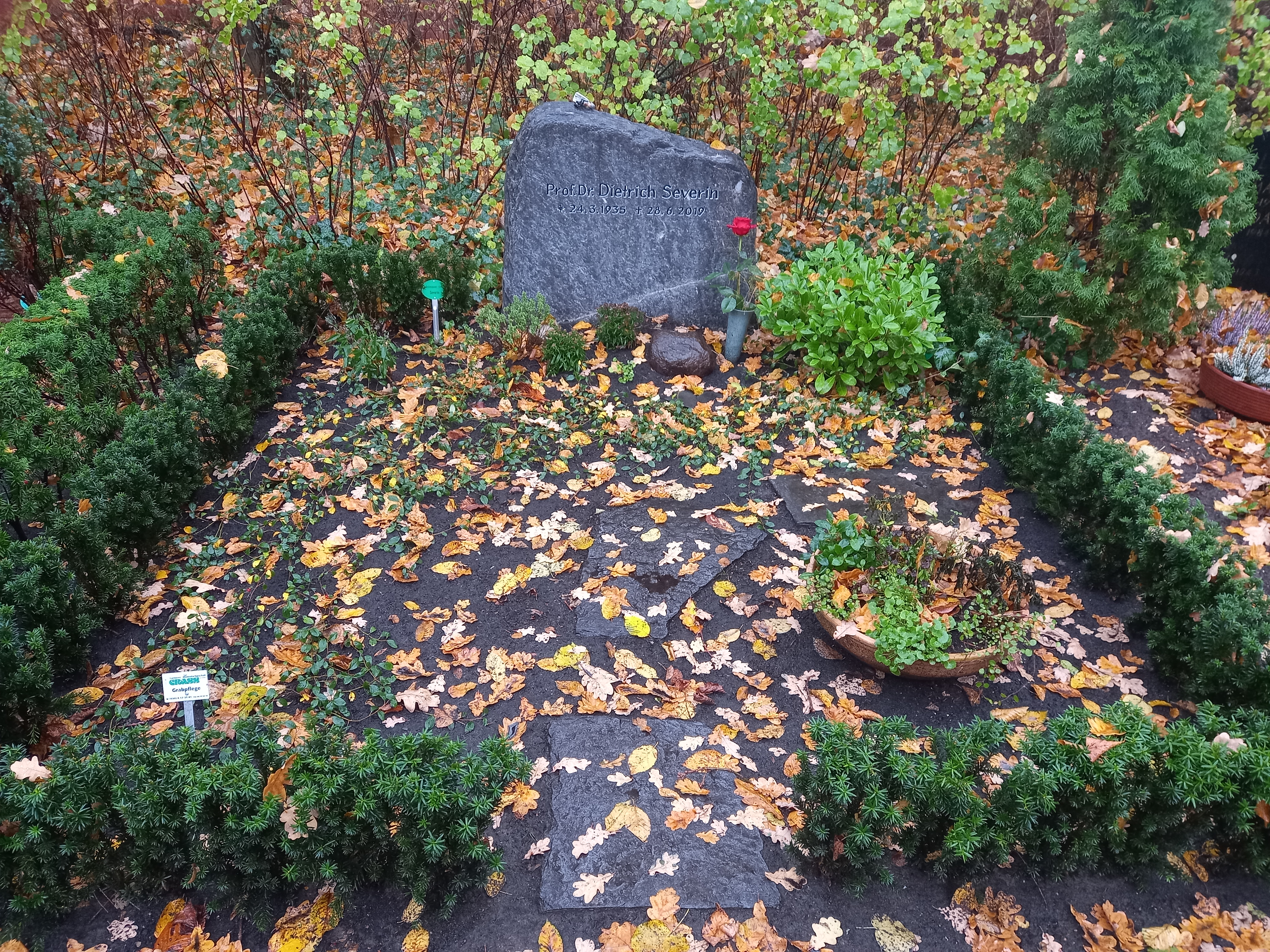
Grab Dietrich Severin (1935–2019) auf dem Friedhof Lichterfelde in Berlin
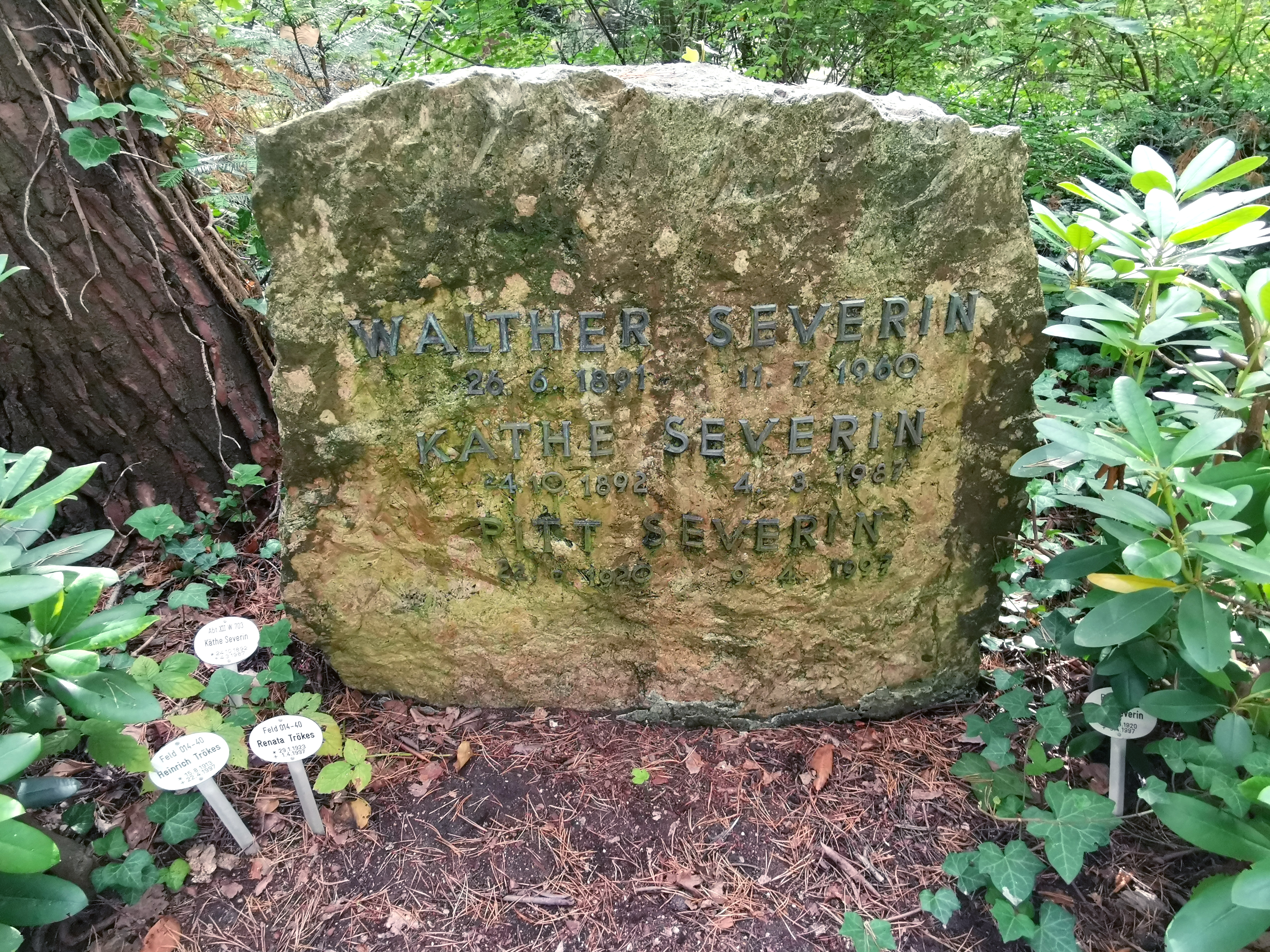
Grabstelle von Walter, Käthe und Pitt Severin auf dem Waldfriedhof Zehlendorf in Berlin

## Angehörige
- Georg Heinrich Severin (1578–1635), Bürgermeister in Hattingen[Einzelnachweis 2]
- Kaspar Arnold Severin (1650–1712), Bürgermeister in Bochum[Einzelnachweis 2]
- Ludgerus Severin (1628–1672), Bürgermeister in Essen[Einzelnachweis 3]
- Carl Theodor Severin (1763–1836), deutscher Architekt
- Carl August Severin (1773–1833/1859), Mitglied des Landstandes des Fürstentums Waldeck
- Ludwig Severin (1776–1832), Jurist, Amtmann
- Ludwig Severin (1811–1867), Jurist, Landtagspräsident und Mitglied des Reichstags des Norddeutschen Bundes
- Emanuel Severin (1842–1907), Kinderchirurg und Geheimrat in Sankt Petersburg
- Ludwig Severin (1843–1906), Bäderarzt und Heimatkundler in Wildungen[Einzelnachweis 4]
- Walter Severin (1891–1960), Buchhändler und Verleger
- Hans Severin (1920–2008), Elektrotechniker, Hochschullehrer an der Ruhr-Universität Bochum
- Jochen Severin (1927–1995), Journalist, Kaufmann, Verleger und Filmproduzent
- Dietrich Severin (1935–2019), Hochschullehrer an der TU Berlin für Förder- und Getriebetechnik

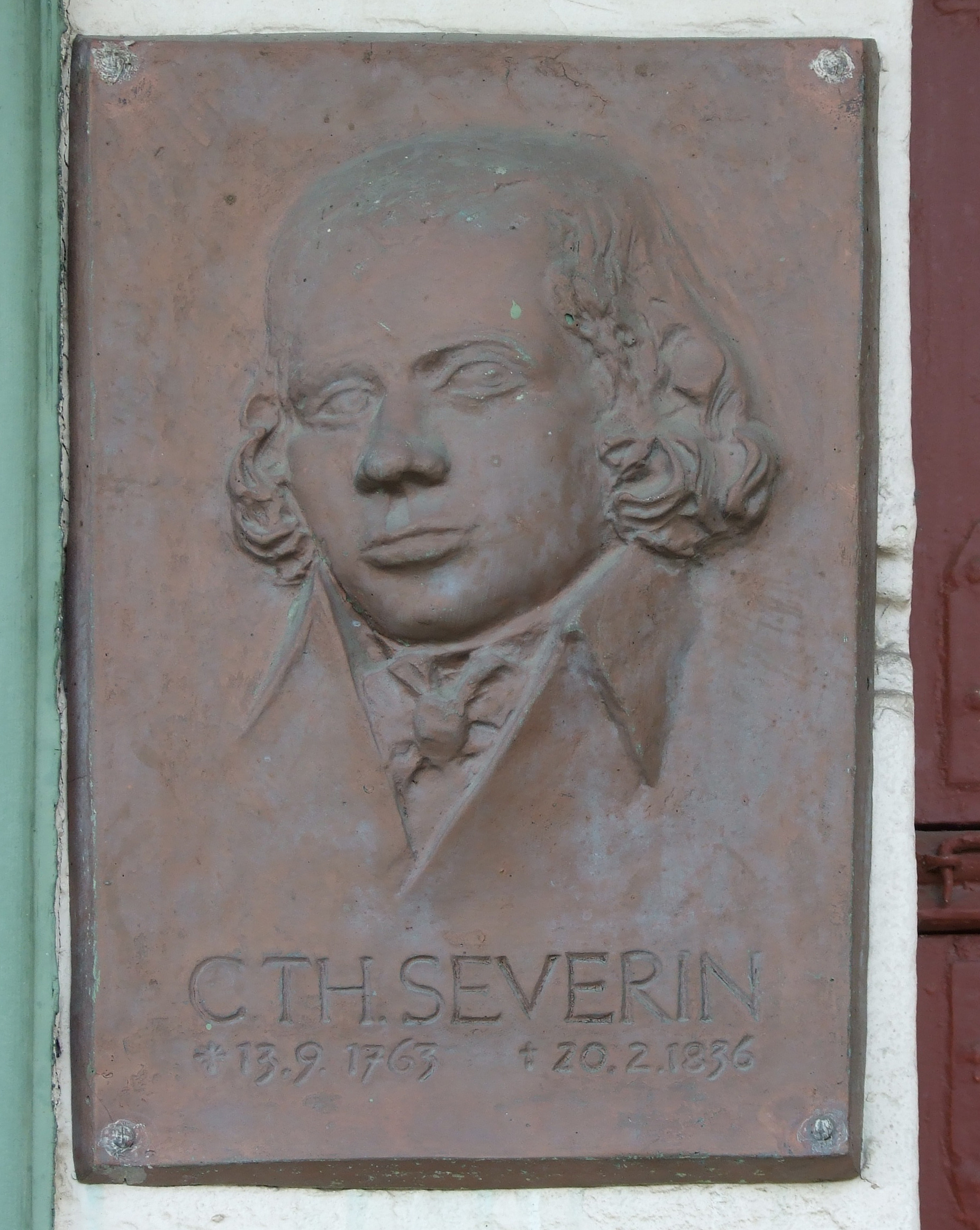
Porträttafel am „Haus Gottesfrieden“, Wohnhaus von Carl Theodor Severin (1763–1836) in Bad Doberan
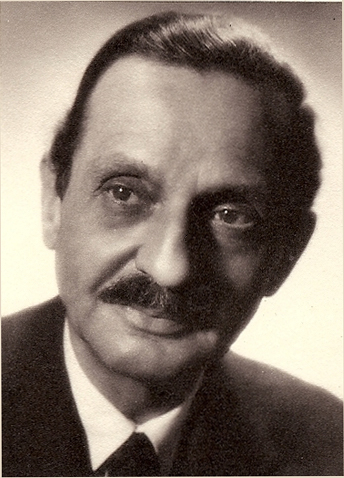
Walter Severin (1891–1960)

## Wappen
In Blau sechs silberne Wellenbalken. Auf dem Helm mit blau-silbernen Decken eine Meerjungfrau mit grünem Fischschwanz, in der linken Hand einen goldenen Pfeil, in der rechten einen grünen Kranz haltend.